# Helsingfors domkyrka

Helsingfors domkyrka (finska: Helsingin tuomiokirkko) är domkyrka för Helsingfors stift och är en av Helsingfors signaturbyggnader. Den är belägen i centrala Helsingfors vid Senatstorget. Arkitekt var Carl Ludvig Engel. Tidigare hette kyrkan Nikolajkyrkan (Nikolainkirkko) och senare Storkyrkan (Suurkirkko), i vardagsspråk också Senatskyrkan. År 2006 besöktes Domkyrkan av 352 453 människor, vilket gör den till den tredje mest besökta kyrkan i Helsingfors efter Tempelplatsens kyrka och Uspenskijkatedralen. Kyrkan är 62 meter hög.

## Historia
Domkyrkan är en del av Helsingfors empirecentrum som byggdes på 1820-1850-talet. Stadsplanen är gjord av Johan Albrecht Ehrenström och byggnaderna är ritade av Carl Ludvig Engel. I Ehrenströms stadsplan var ett berg norr om Senatstorget reserverat för en luthersk kyrka. Engel gjorde de första planerna för kyrkan år 1819 och finslipade ritningarna under flera årtionden. Byggnadsarbetena inleddes år 1830. 
Vid Engels död år 1840 var kyrkan såpass färdig att man kunde fira universitetets 200-årsjubileum i den. Byggnadsarbetet övervakades efter Engels död av hans assistent Ernst Lohrmann, som gjorde stora förändringar i kyrkans utseende. Kyrkan invigdes officiellt först år 1852 och fick namnet Nikolajkyrkan efter tsar Nikolaj I av Ryssland och S:t Nikolaus. Då Finland blev självständigt år 1917 byttes detta "ryska" namn till Storkyrkan. Då Helsingfors stift grundades år 1959 bytte kyrkan namn till Helsingfors domkyrka.

## Arkitektur
Kyrkan representerar nyklassicismen och har formen av ett symmetriskt kors. Förebilden anses vara Kazans katedral i S:t Petersburg. Engel själv var egentligen inte särskilt förtjust i centralkyrkor men valde denna typ eftersom kyrkan skulle stå på en plats där den syns från alla håll. Därför blev kyrkan symmetrisk från alla håll. 
I de slutliga ritningarna som godkändes av tsar Alexander I av Ryssland hade kyrkan fyra korsarmar omgärdade av pelare och en stor kupol över korsmitten. Kyrkorummet disponerades traditionsenligt i öst-västlig riktning, så att altaret hamnade mot soluppgången i den östra änden. Huvudingången och huvudtrapporna mot Unionsgatan placerades i den västra änden. Den ljusa och avskalade salen planerades så att man kunde "se den med en enda blick". Kyrkan tornar upp sig ovanför Senatstorget på en platå och Engel placerade högvakten på varsin sida om torget. 
Uppdraget att tillverka urverk för klockan i domkyrkans torn gavs åt Juho Könni från urmakarsläkten Könni från Ilmola. Det var hans mest betydande uppdrag och maskineriet användes fram till år 1902, då man efter en incident ersatte klockmaskineriet med en elektrisk klocka. Den ursprungliga klockan finns på Finlands urmuseum i Esbo. 
Det uppkom flera förändringar i Engels planer. År 1839 gavs en kejserlig order om att riva högvakten och ersätta dem med breda monumentala trappor mellan Domkyrkan och Senatstorget. Engel motsatte sig trapporna, vilket många har ansett onödigt, eftersom torget som tidigare varit slutet mot norr nu kunde öppnas mot Domkyrkan. 
Efter Engels död övertog E.B. Lohrmann planeringsarbetet och gjorde många förändringar. Det befarades att kyrkans konstruktion var för svag, så man lade till fyra mindre torn för att stöda upp huvudtornet. På taket satte man upp 12 statyer föreställande apostlarna enligt modell av Isakskyrkan i S:t Petersburg. De är världens största uppsättning zinkstatyer. Lohrmann ritade också de två sidopaviljongerna på var sin sida om trapporna som ledde ner till Senatstorget, som byggdes eftersom man inte vågade placera tunga klockor i den stora kupolen. Dessa förändringar på utsidan strider mot Engels ursprungliga planer på en avskalad arkitektur, medan interiören mera motsvarar Engels ursprungliga intentioner.

## Interiören

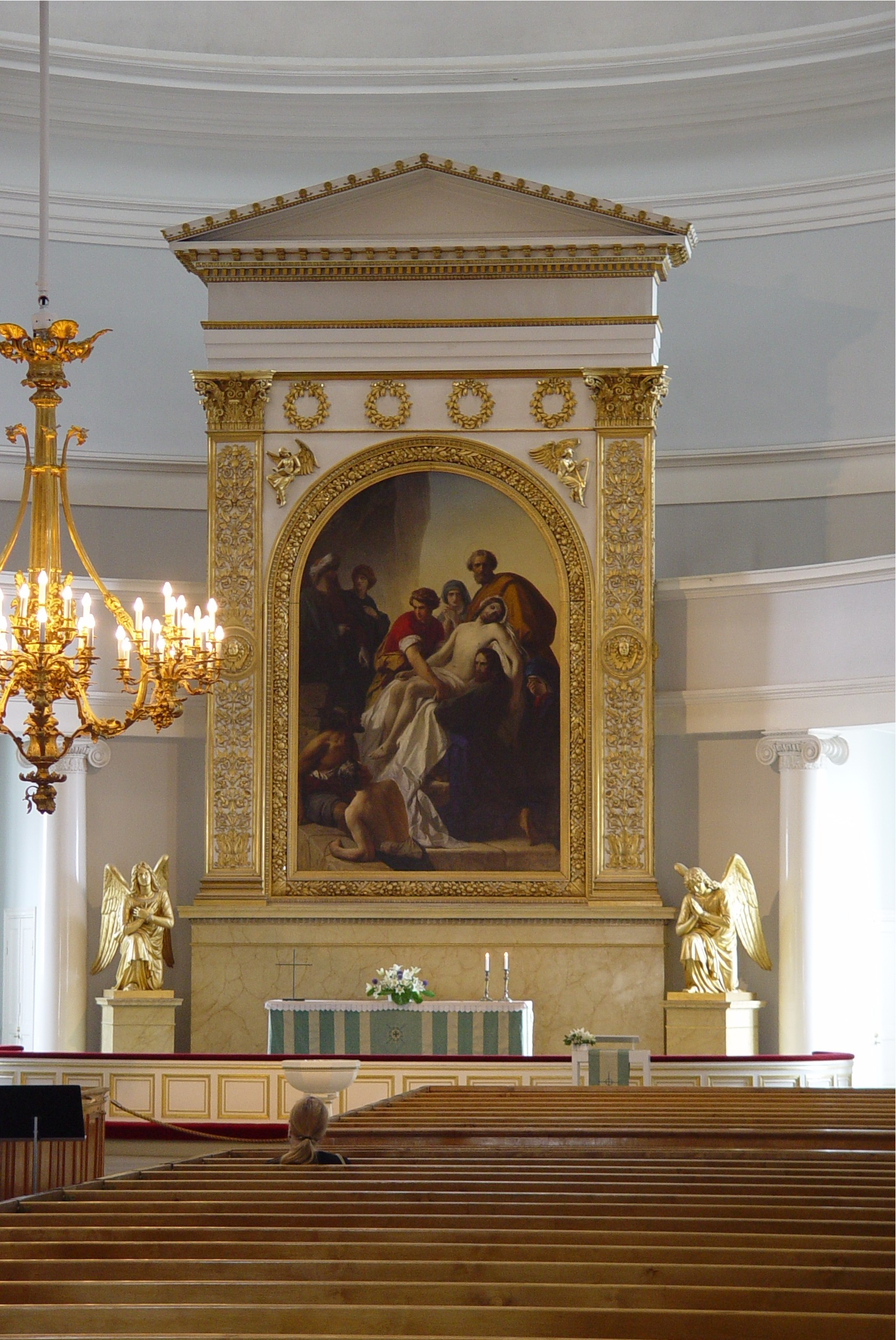
Domkyrkans altare

Kyrkorummet är vitmålat, diskret dekorerat och bildar ett likformat kors. De enda dekorationerna är tre statyer i varsitt hörn föreställande Martin Luther, Philipp Melanchthon och Mikael Agricola. I det fjärde hörnet finns predikstolen som planerats av Engel. 
Engel var fascinerad av ikonostaserna i ortodoxa kyrkor. Därför planerade han en stor altarkonstruktion där det ingick ett enormt förgyllt kors omgärdat av en gloria, samt två änglar som ber. Korset och altaret skulle enligt ortodoxt mönster dekoreras med målningar av bibelmotiv. Efter Engels död förverkligades endast änglarna. Den ursprungliga altartavlan av Robert Wilhelm Ekman föreställde Jesus välsignades barn. Tsar Nikolaj I ogillade dock tavlan och donerade istället en tavla av den ryska konstnären T.K. von Nerff som porträtterar Jesus nedtagning från korset. Orgeln från 1967 är tillverkad av Markussen & Son. 
Kryptan under kyrkan använder ursprungligen som källarförråd för kyrkans behov och innehöll bland annat värmeanläggning och vedlager. Kryptan stod alltså i stort sett oanvänd över 100 år innan den på 1970-talet renoverades för att kunna användas för t.ex. utställningar. 
Domkyrkan renoverades grundligt åren 1996-1999. Även kryptan renoverades och fick vid denna tid ny altarkonst utförd av konstnär Carolus Enckell samt kyrktextiler av textilkonstnär professor Päikki Priha.